# Stairway to Heaven (Gian Piero Reverberi)
Stairway to Heaven è il terzo album di Gian Piero Reverberi pubblicato il 1977 negli Stati Uniti dall'etichetta United Artists Records e in Canada dalla Pausa Records

## Il disco
L'album è stato registrato agli Studi Ricordi, Milano da Gian Luigi Pezzera e remixato ai Records Plant Studios da Peter Chaikin e da John Henning come assistente. La copertina è dei grafici del DH Studio

## Tracce
1. Muni's mood – 5:33
2. Beethoven's 7th – 3:35
3. Windy Wendy – 3:51
4. Stairway to Heaven – 5:30
5. Innervoice – 3:49
6. Escalation – 3:38
7. Angel drops – 3:20
8. Bahia – 5:34
9. Take Care – 1:04

## Formazione
- Vanda Radicchi: voce
- Gian Piero Reverberi: pianoforte, clavinet, Fender Rhodes, organo Hammond, sintetizzatore, vibrafono, glockenspiel, armonica, voce, timpani, tamburello
- Gigi Cappellotto: basso
- Tullio De Piscopo: batteria
- Marco Zoccheddu: chitarra elettrica
- Ernesto Massimo Verardi: chitarra acustica, chitarra a 12 corde
- Larry Latimer: congas, timbales, güiro, shaker, campanaccio
- Sergio Almangano: violino
- Hugo Heredia: flauto (Bahia)
- Michael James Turre: sassofono soprano (Stairway to Heaven)